# Charles Keating
Charles Humphrey Keating Jr (4 de dezembro de 1923 — 31 de março de 2014) foi um atleta, advogado, incorporador de imóveis, banqueiro, financista e ativista americano. Ele ficou conhecido por seu ativismo político conservador e ter se envolvido em alguns escândalos de fraude.